# Artemisa Xakriabá
Pour l’article homonyme, voir Xakriabá.
Artemisa Barbosa Ribeiro (connue sous le nom d'Artemisa Xakriabá), née vers 2000, est une militante brésilienne des droits humains. 

## Biographie
Leadeuse de l'Articulation des peuples autochtones du Brésil, son travail se concentre sur la jungle amazonienne et la destruction de l'environnement.
Artemisa Xakriabá appartient au peuple indigène Xakriabá, situé au nord de l'État de Minas Gerais, au sud-est du Brésil. Elle a exprimé les problèmes rencontrés par sa communauté dans la lutte pour protéger son territoire des dommages environnementaux causés par l'exploitation minière.
Elle est une représentante des communautés autochtones et traditionnelles faisant partie de l'Alliance mondiale des communautés territoriales.
À plusieurs reprises, elle a critiqué le président brésilien Jair Bolsonaro pour sa politique concernant l'Amazonie et le refus du gouvernement de prendre des mesures pour protéger la forêt amazonienne.
Artemisa Xakriabá a pris la parole lors de la grève mondiale pour le climat organisée le 20 septembre 2019 à New York, devant des milliers de jeunes du monde entier mobilisés par le réchauffement climatique et le changement climatique, qui s'est conclue par les commentaires de dirigeants autochtones, militants et organisateurs. À cette occasion, elle était vêtue de la coiffe de son ethnie, d'un bandeau de plumes et de parties de son corps et de son visage peintes.
Elle est présente au Sommet Action Climat organisé par l'ONU aux côtés de Greta Thunberg. Elle a également accompagné Thunberg pour exiger des solutions du Congrès américain à Washington. Elle a réussi à joindre plusieurs sénateurs et députés américains pour leur présenter une lettre ouverte des peuples autochtones qui composent l'Alliance mondiale des communautés territoriales.
En 2020, elle vit à Ribeirão Preto, où elle étudie la psychologie et la musique.